# Tar Renáta
Tar Renáta (Debrecen, 1986. március 3. –) magyar színésznő.

## Életpályája
2000–2004 között a debreceni Ady Endre Gimnázium tanulója, drámatagozaton. 2005–2009 között a Színház- és Filmművészeti Egyetem hallgatója, Marton László és Hegedűs D. Géza osztályában. 2009–2016 között a komáromi Jókai Színház, 2016-tól a Vígszínház tagja.

## Színházi szerepei
A Színházi adattárban regisztrált bemutatóinak száma: 38.
Színház- és Filmművészeti Egyetem
- Shakespeare: Lír[3] (rendező: Zsótér Sándor)
- Bertolt Brecht- Kurt Weill: Koldusopera (rendező: Novák Eszter)
- Füst Milán: Boldogtalanok (vezető tanár: Székely Gábor )
- Térey János: Asztalizene (rendező: Bálint András)
- Makszim Gorkij: Nyaralók (rendező: Hegedűs D. Géza)
- Agota Kristof Trilógia- A nagy füzet című regénye alapján: (rendező: Forgács Péter)
- Boccaccio: Dekameron (rendező: Méhes László)

Komáromi Jókai Színház
- Királylány, 2. Sárkánytestvér - Csukás István, Bergendy István: Süsü, a sárkány (rendező: Pille Tamás)
- Irina – A.P. Csehov: Három nővér (rendező: Martin Huba)
- Lucia - Vajda Katalin,Fábri Péter,Valló Péter: Anconai szerelmesek (rendező: Lévay Adina)
- Viola - William Shakespeare: Vízkereszt, vagy amit akartok (rendező: Valló Péter)
- Zsuzsi - Békeffi István, Lajtai Lajos: A régi nyár (rendező: Méhes László)
- Irén - Csiky Gergely: Lumpok (rendező: Valló Péter)
- Mária hercegnő - Csajkovszkij, E.T.A. Hoffmann története nyomán írta Albert Péter: Diótörő (rendező: Pille Tamás)
- Éva - Vaszary Gábor,Fényes Szabolcs,Szenes Iván: Az ördög nem alszik (rendező: Görög László)
- Ánya – A.P. Csehov: Cseresznyéskert (rendező: Martin Huba)
- Eva - Ladislav Ballek,Ondrej Šulaj: A hentessegéd (rendező: Rastislav Ballek)
- Viczián Alíz, aki egy vizuális fenomén - Szász Péter, Aldobolyi Nagy György, Verebes István: Whisky esővízzel (rendező: Verebes István)
- Árnika / Ágika - Faragó Zsuzsa,Laboda Kornél,Zombola Péter: Szegény Dzsoni és Árnika (rendező: Laboda Kornél)
- Marja – Gogol: Revizor (rendező: Méhes László)
- Clémentine - Georges Feydeau: Egy hölgy a Maximból (rendező: Verebes István)
- Lány – Spiró György: Príma környék (rendezte: Valló Péter)
- Lady Anna – William Shakespeare: III. Richárd (rendezte: Martin Huba)
- Reszlik Hajnalka Myrtill, riporter – Tasnádi István: Magyar Zombi (rendezte: Bagó Bertalan)
- Duci Juci – Fenyő Miklós,Tasnádi István: Made in Hungária (rendezte: Méhes László)
- Manka - Václáv Čtvrtek,Kárpáti Péter: Rumcájsz, a rabló (rendezte: Naszlady Éva)
- Versmondó lány, Bemondó néni, Takács Bálint – Tóth Eszter: Mókai Miki és barátai (rendezte: Pille Tamás)
- Clarisse, színésznő - Huszka Jenő, Martos Ferenc: Lili bárónő (rendezte: Méhes László)
- Marika - Bereményi Géza: Az arany ára (rendezte: Bagó Bertalan)
- Nerissa, Portia komornája - William Shakespeare: A velencei kalmár (rendezte: Szőcs Artur)
- Madame Malipau, társalkodónő - Mikszáth Kálmán,Závada Pál: Különös házasság (rendezte: Valló Péter)
- Előadónő - Spiró György: Csirkefej (rendezte: Forgács Péter)

Vígszínház
- Táncoló nő, Krisz- Fejes Endre- Presser Gábor: Jó estét, nyár, jó estét szerelem (rendező: Szász János)
- Továbbá- Nádas Péter- Vidovszky László: Találkozás (rendező: Eszenyi Enikő)
- Susanna Walcott, Mercy Lewis- Arthur Miller: Istenítélet (A salemi boszorkányok( (rendező: Mohácsi János)
- Casey, Emily- Mike Bartlett: Földrengés Londonban (rendező: Eszenyi Enikő)
- Athén eltévelyedett ifja- William Shakespeare: Szentivánéji álom (rendező: Kovács D. Dániel)
- Mária- William Shakespeare: Lóvátett lovagok (rendező: Rudolf Péter)

## Filmográfia

### Film
- A legjobb tudomásom szerint (2021)

### Televízió
- Mintaapák (2020) - drogériás
- Keresztanyu (2021) – Nővérke
- Ki vagy te (2022) – Nika anyja
- Apatigris (2023) – eladó
- …a szomszéd tehene (2024) – rajongó

## Díjai és kitüntetései
- Komáromi Jókai Színház - Színészrobot-díj (2010,2013, 2014)
- Ferenczy Anna-díj (2010)
- Lőrincz Margit emlékgyűrű (2012)
- A kiscsillag is csillag-díj (2019)[4]